# Automeris io
Bướm đêm Io (Automeris io) là một loài sâu bướm Bắc Mỹ rất nhiều màu sắc trong Họ Saturniidae. Nó sinh sống từ góc đông nam của Manitoba và trong cực nam của Ontario, Quebec, và New Brunswick ở Canada, và ở Mỹ nó được tìm thấy từ North Dakota, South Dakota, Nebraska, Colorado, New Mexico, Texas, Utah, phía đông của các bang và xuống phía nam của Florida.
Imago có sải cánh từ 2,5-3,5 inch.

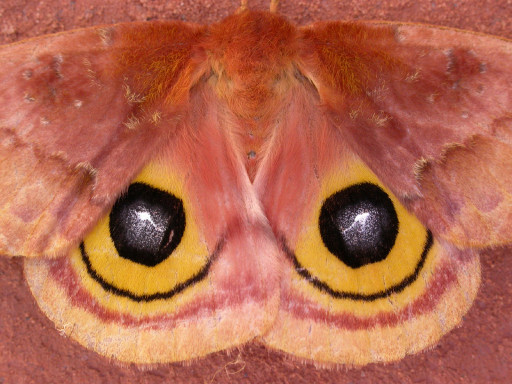
Eyespots on a female moth

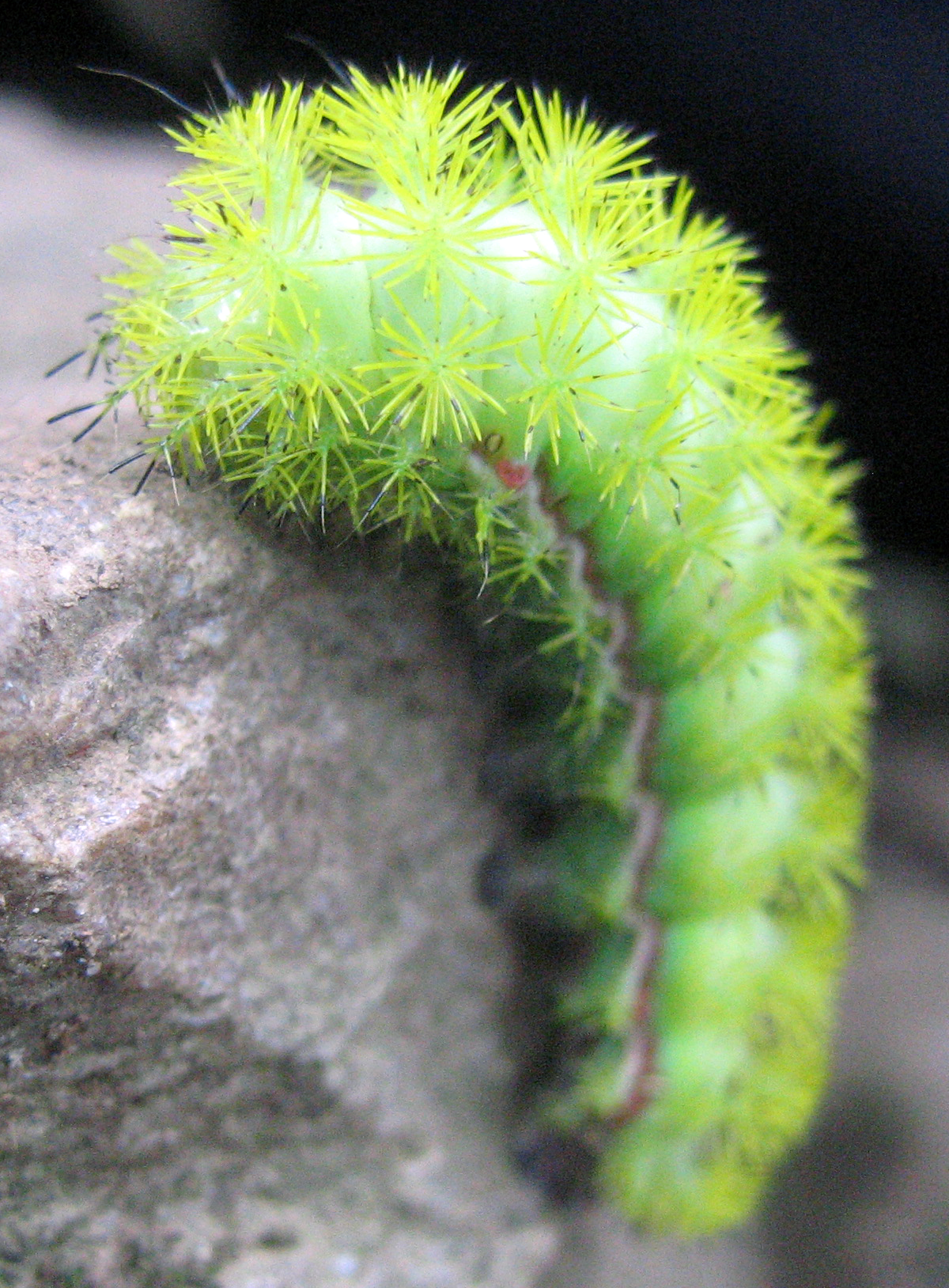
Io moth caterpillar

Con cái đẻ trứng với ova trắng trên lá của các cây chủ sau:
- Prunus pensylvanica — Pin cherry
- Salix — Willow
- Abies balsamea — Balsam fir
- Acer rubrum — Red maple
- Amorpha fruticosa — Bastard indigo
- Baptisia tinctoria — Wild indigo
- Carpinus caroliniana — American hornbeam
- Celtis laevigata — Texas sugarberry
- Cephalanthus occidentalis - Button-bush
- Cercis canadensis — Eastern Redbud
- Chamaecrista fasciculata — Showy Partridge Pea
- Comptonia peregrina — Sweetfern
- Cornus florida — Flowering dogwood
- Corylus avellana — Common hazel
- Fagus — Beech
- Fraxinus — Ash
- Liquidambar styraciflua - American Sweetgum

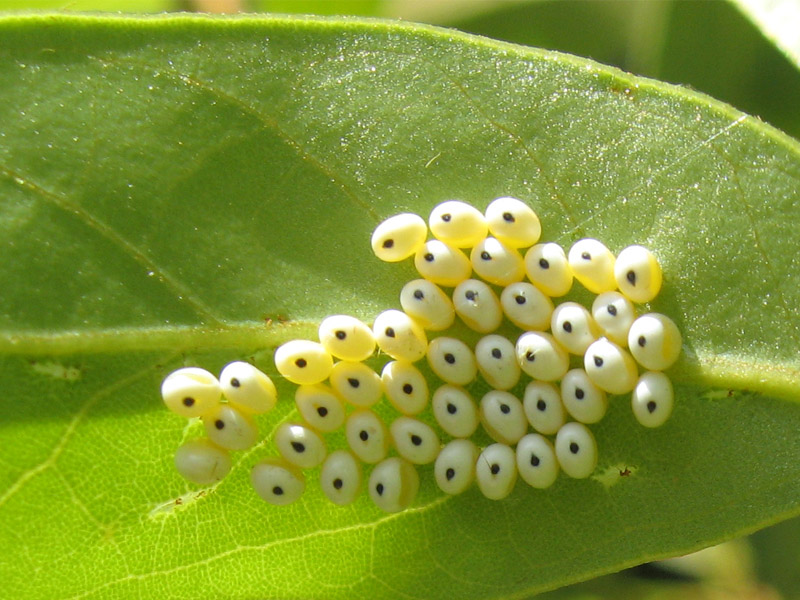
Trứng khoảng 48 giờ sau khi đẻ trên lá cây bay.

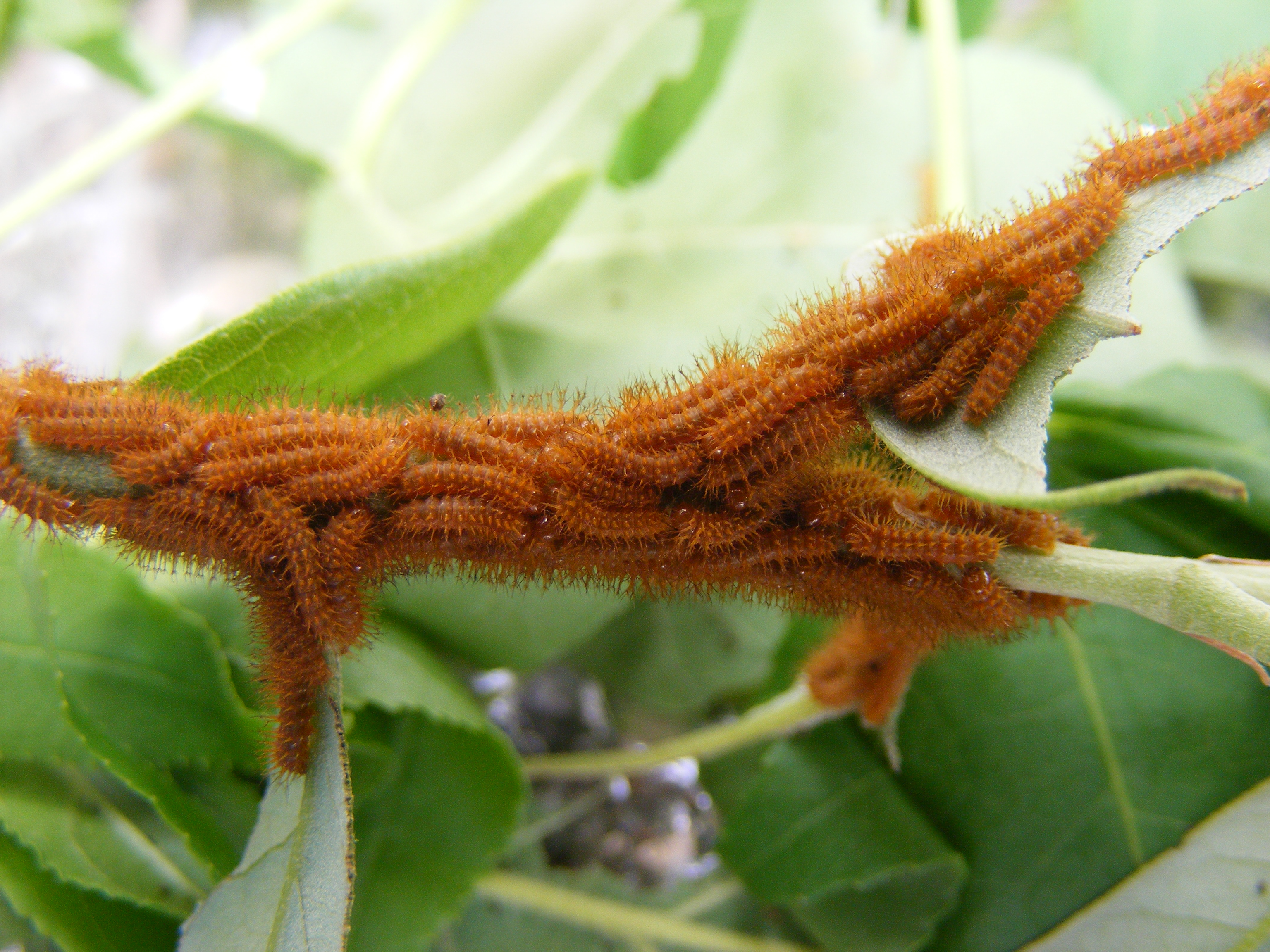
First instar on Quercus virginiana

- Quercus - Oak